# الری اسپری بری
الری اسپریبری (انگلیسی: Ellery Sprayberry؛ متولد ۲۶ اکتبر ۲۰۰۰) یک هنرپیشه و صداپیشه آمریکایی است که بیشتر برای ویکفیلد، سبد، برنز و جوان و خستگی ناپذیر شناخته شده‌است.
او بازیگری را در سن شش سالگی پس از اینکه از برادرش برای تست تبلیغات و مدلینگ چاپ خواسته شد شروع کرد. هر دو کودک در سال ۲۰۰۶ به همراه والدین خود به لس آنجلس نقل مکان کردند تا بتوانند حرفه خود را دنبال کنند.